# Islám v Indii

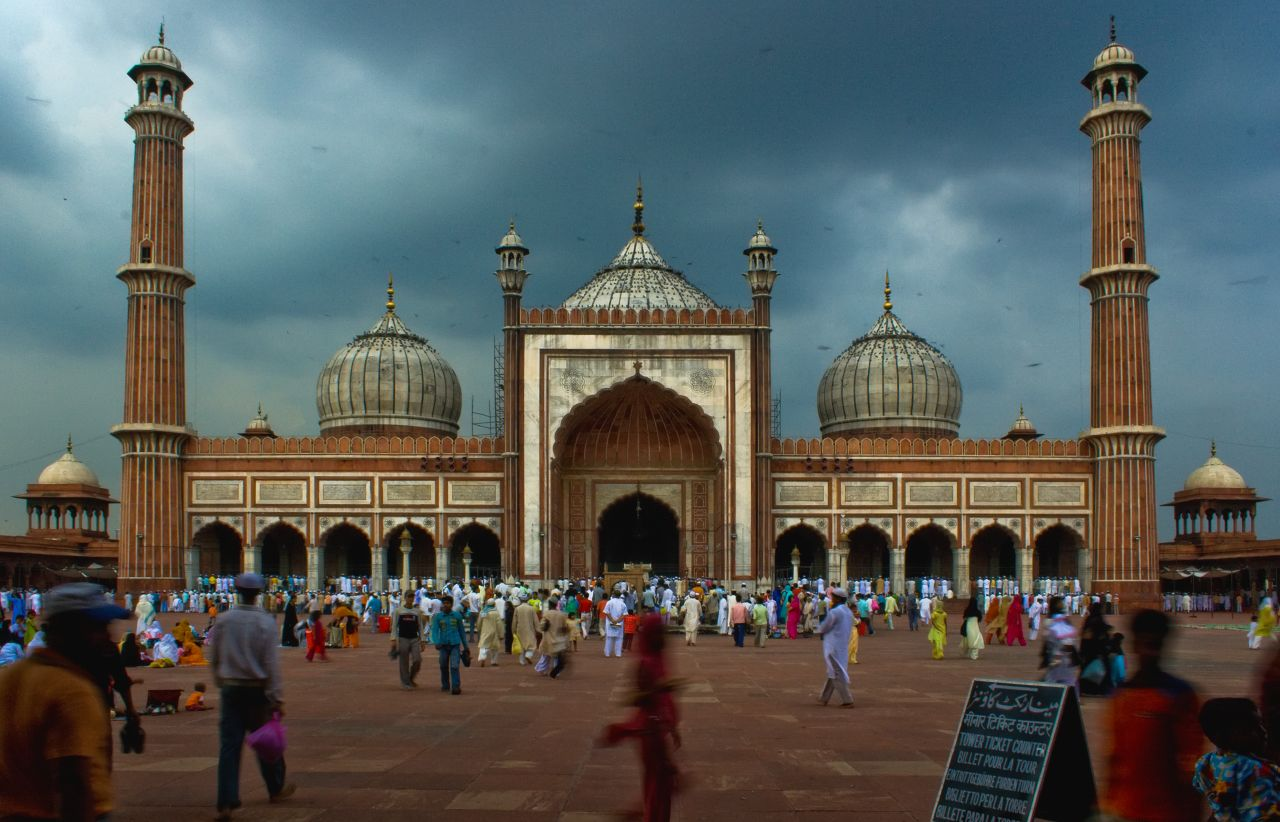
Džama Masdžíd v Dilí, největší mešita v Indii

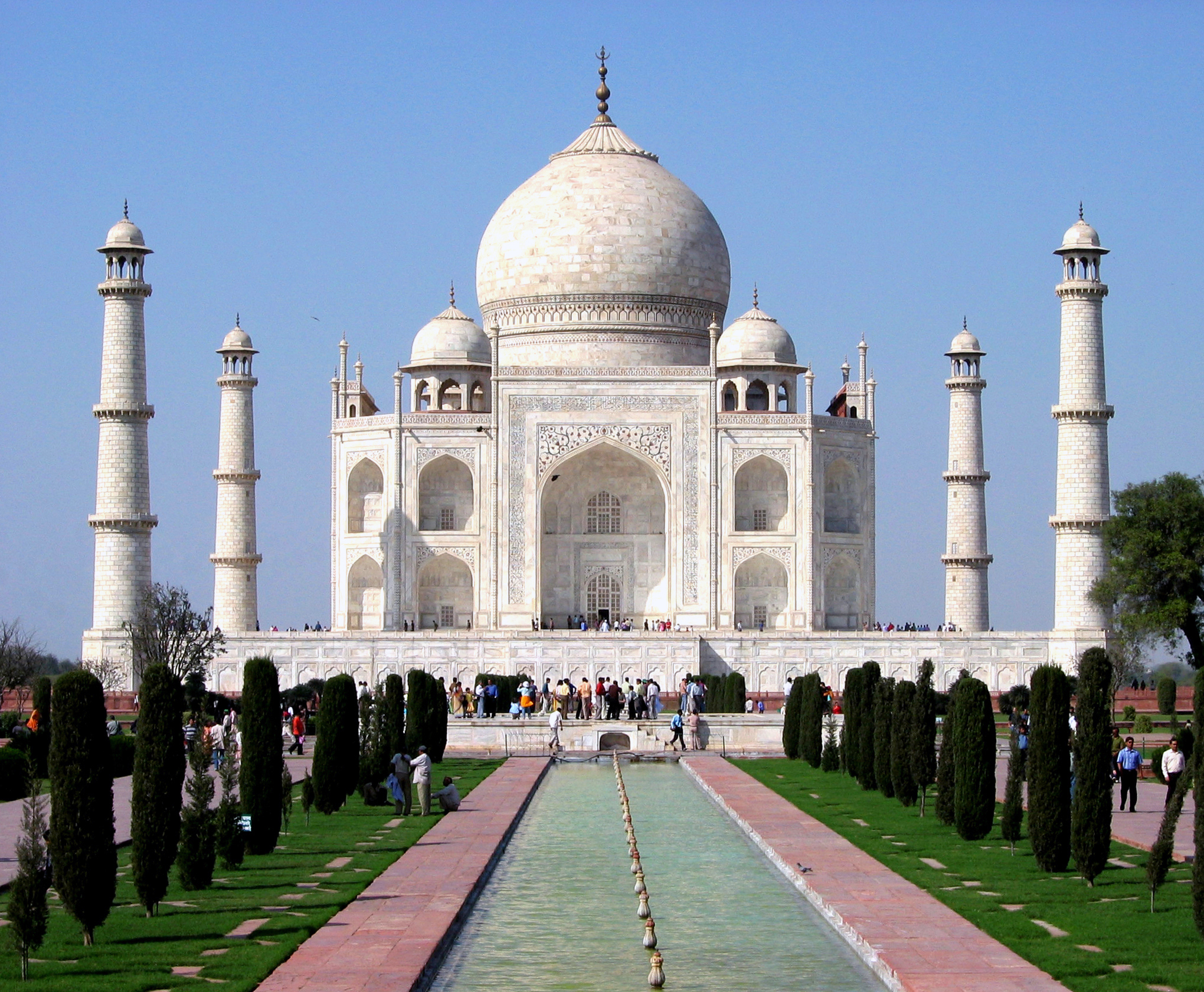
Tádžmahal, vrcholný příklad mughalské architektury

Islám je v Indii druhé nejrozšířenější náboženství po hinduismu. Podle sčítání lidu z roku 2011 se k němu hlásí 14,88% obyvatel, čili asi 180 milionů. Podle sčítání z roku 2001 13,4% obyvatelstva, tedy asi 138 milionů lidí. Indická muslimská populace je po indonéské a pákistánské třetí největší na světě a největší islámskou menšinou na světě.

## Dějiny

Mapa rozšíření islámu v Indii (2001)

Příchod islámu do oblasti Jižní Indie nastal ještě před samotnou muslimskou invazí do Indie. Islámské vlivy do oblasti Indie začaly pronikat již v 7. století spolu s arabskými obchodníky. Obchodní styky mezi Arábií a Indickým poloostrovem jsou již velmi starobylé – arabští obchodníci navštěvovali oblast Malabáru, která je spojnicí mezi oblastmi Arábie a přístavy Jihovýchodní Asie, již v době před vznikem islámu. Podle historiků Elliota a Dowsona byla první loď s muslimskými cestovateli u indických břehů spatřena již roku 630. H. G. Rawlinson tvrdí, že první arabští muslimové osídlili indické pobřeží na konci 7. století. Příchod prvních muslimů na Indický subkontinent tak spadá pravděpodobně někdy do 7. století, rozmach však islám zažil až o několik století později.
První indická mešita byla postavena v roce 629 na příkaz Čaramana Parumala ještě za dob Muhammada (asi 571–632) v Kotunallúru Malikem ibn Dínarem.
V oblasti Malabáru, kde Arabové začali šířit islám, se prvními konvertity stali Máppilejové, jelikož byli v bližším kontaktu s arabskými obchodníky než kdokoliv jiný. V 8. století vpadli do oblasti Sindhu v dnešním Pákistánu muslimové v čele s Muhammadem bin Kásimem a oblast se tak stala jednou z provincií Umajjovského chalífátu. V první polovině 10. století se oblasti Paňdžábu chopil Mahmúd z Ghazny, připojil ji ke Ghaznovské říši a podnikl několik tažení hlouběji do oblasti Indie. Úspěšnější tažení než Mahmúd provedl koncem 12. století Muhammad z Ghóru, který položil základ Dillíského sultanátu.
Od první poloviny 16. století se vlády nad většinou Indického subkontinentu na dlouhou dobu chopila muslimská dynastie Mughalů. Po jejím pádu v polovině 19. století se na Indickém subkontinentu nacházelo již ohromné množství muslimů, které od roku 1906 v politice reprezentovala Muslimská liga. Neshody mezi pojetím nové vlády po osvobození od britské nadvlády vedly v roce 1947 ke vzniku Východního a Západního Pákistánu s převážně muslimských obyvatelstvem (v roce 1971 pak došlo k osamostatnění Východního Pákistánu a vznikl tak Bangladéš).

## Demografie

### Náboženství
Největší koncentrace (okolo 47% z celkového počtu indických muslimů) muslimů je podle sčítání lidu z roku 2001 soustředěno ve třech státech - Uttarpradéši (30,7 mil., 18,5% z celkové populace indických muslimů), Západním Bengálsku (20,2 mil., 25%) a Biháru (13,7 mil, 16,5%). Islám je převládajícím náboženstvím na Lakadivách (93%) a ve svazovém státě Džammú a Kašmír (67%). Další významnější skupiny muslimů jsou v Ásámu (31%) a Kérale.